# Corey Stoll
Corey Stoll (Upper West Side, 1976. március 14. –) amerikai színész.
Legismertebb szerepe Peter Russo képviselő a Kártyavár című thrillersorozatból, mellyel Golden Globe-díjra jelölték. Feltűnt a Marvel-moziuniverzum A Hangya (2015) és A Hangya és a Darázs: Kvantumánia (2023) filmjeiben, Darren Cross, illetve MODOK szerepében.
Látható volt még olyan filmekben, mint a Salt ügynök (2010), az Éjfélkor Párizsban (2011), a Non-Stop (2014) és a Café Society (2016).

## Filmográfia

### Film
| Év   | Magyar cím                           | Eredeti cím                            | Szerep                    | Magyar hang          |
| ---- | ------------------------------------ | -------------------------------------- | ------------------------- | -------------------- |
| 2005 | Kőkemény Minnesota                   | North Country                          | Ricky Sennett             |                      |
| 2006 | Alvilági játékok                     | Lucky Number Slevin                    | Saul                      |                      |
| 2007 | A 23-as szám                         | The Number 23                          | Burns őrmester            |                      |
| 2009 |                                      | Brief Interviews with Hideous Men      | 51. számú tárgy           |                      |
| 2009 | Az energia                           | Push                                   | Mack ügynök               | Maday Gábor          |
| 2010 |                                      | Helena from the Wedding                | Steven                    |                      |
| 2010 | Salt ügynök                          | Salt                                   | Schnaider                 | Csík Csaba Krisztián |
| 2011 | Éjfélkor Párizsban                   | Midnight in Paris                      | Ernest Hemingway          | Stohl András         |
| 2012 | A Bourne-hagyaték                    | The Bourne Legacy                      | Zev Vendel                | Maday Gábor          |
| 2012 | Jelenleg                             | The Time Being                         | Eric                      |                      |
| 2012 |                                      | Victoriana                             | Bill                      |                      |
| 2013 |                                      | C.O.G.                                 | Curly                     |                      |
| 2013 |                                      | Decoding Annie Parker                  | Sean                      |                      |
| 2014 | Non-stop                             | Non-Stop                               | Austin Reilly             | Fekete Ernő          |
| 2014 |                                      | Glass Chin                             | Bud Gordon                |                      |
| 2014 | Itthon, édes otthon                  | This Is Where I Leave You              | Paul Altman               | Széles Tamás         |
| 2014 | Szudán elveszett fiai                | The Good Lie                           | Jack                      | Bozsó Péter          |
| 2015 | Sötét helyek                         | Dark Places                            | Ben Day                   | Czvetkó Sándor       |
| 2015 |                                      | Anesthesia                             | Sam                       |                      |
| 2015 | A Hangya                             | Ant-Man                                | Darren Cross / Fullánk    | Pál András           |
| 2015 | Fekete mise                          | Black Mass                             | Fred Wyshak               | Makranczi Zalán      |
| 2016 | Café Society                         | Café Society                           | Ben                       | Varga Rókus          |
| 2016 | Arany                                | Gold                                   | Brian Wolff               | Dolmány Attila       |
| 2018 | Sirály                               | The Seagull                            | Boris Trigorin            | Széles Tamás         |
| 2018 | Az első ember                        | First Man                              | Buzz Aldrin               | Makranczi Zalán      |
| 2018 |                                      | Driven                                 | Benedict Tisa             |                      |
| 2019 | A jelentés                           | The Report                             | Cyrus Clifford            | Széles Tamás         |
| 2021 | A maffia szentjei                    | The Many Saints of Newark              | Corrado "Junior" Soprano  | Galambos Péter       |
| 2021 | West Side Story                      | West Side Story                        | Schrank hadnagy           | Makranczi Zalán      |
| 2022 |                                      | What We Do Next                        | Paul Jenkins              |                      |
| 2023 | A Hangya és a Darázs: Kvantumánia    | Ant-Man and the Wasp: Quantumania      | Darren Cross / M.O.D.O.K. | Pál András           |
| 2023 | Rebel Moon – 1. rész: A tűz gyermeke | Rebel Moon – Part One: A Child of Fire | Sindri                    | Makranczi Zalán      |

### Televízió
| Év         | Magyar cím                     | Eredeti cím                           | Szerep                                                     | Megjegyzések                            |
| ---------- | ------------------------------ | ------------------------------------- | ---------------------------------------------------------- | --------------------------------------- |
| 2004       | CSI: A helyszínelők            | CSI: Crime Scene Investigation        | Clerk                                                      | 1 epizód                                |
| 2004       | Bűbájos boszorkák              | Charmed                               | Demon                                                      | 1 epizód                                |
| 2004       | New York rendőrei              | NYPD Blue                             | Martin Schweiss                                            | 1 epizód                                |
| 2005       | Alias                          | Alias                                 | Sasha Korjev                                               | 1 epizód                                |
| 2005       | Gyilkos számok                 | Numb3rs                               | Reacher                                                    | 1 epizód                                |
| 2005       | Vészhelyzet                    | ER                                    | Teddy Marsh                                                | 1 epizód                                |
| 2005       | CSI: Miami helyszínelők        | CSI: Miami                            | Craig Seaborn                                              | 1 epizód                                |
| 2006       | Esküdt ellenségek              | Law & Order                           | Gerald Ruane                                               | 1 epizód                                |
| 2006       | Nyomtalanul                    | Without a Trace                       | Steve Goodman                                              | 1 epizód                                |
| 2006       | Az egység                      | Standoff                              | Dr. Wayne                                                  | 1 epizód                                |
| 2006       |                                | The Nine                              | Alex Kent                                                  | 2 epizód                                |
| 2006       | Gyűlölt másság                 | A Girl Like Me: The Gwen Araujo Story | Joey Marino                                                | tévéfilm magyar hangja Dolmány Attila   |
| 2006–2007  | NCIS                           | NCIS                                  | Martin Quinn                                               | 3 epizód                                |
| 2009       |                                | Life on Mars                          | Det. Ventura / Russell                                     | 1 epizód                                |
| 2009       |                                | The Unusuals                          | Lewis Powell                                               | 1 epizód                                |
| 2009       | A férjem védelmében            | The Good Wife                         | Collin Grant                                               | 1 epizód                                |
| 2010–2011  | Esküdt ellenségek: Los Angeles | Law & Order: LA                       | Tomas 'TJ' Jaruszalski                                     | főszereplő magyar hangja Galambos Péter |
| 2012       |                                | Christine                             | Max                                                        | 2 epizód                                |
| 2013, 2016 | Kártyavár                      | House of Cards                        | Peter Russo                                                | 12 epizód magyar hangja Zöld Csaba      |
| 2014       | Igaz szívvel                   | The Normal Heart                      | John Bruno                                                 | tévéfilm magyar hangja Bozsó Péter      |
| 2014       | Homeland – A belső ellenség    | Homeland                              | Sandy Bachman                                              | 1 epizód                                |
| 2014–2017  | The Strain – A kór             | The Strain                            | Dr. Ephraim Goodweather                                    | főszereplő magyar hangja Schnell Ádám   |
| 2014–2017  | Amerikai fater                 | American Dad!                         | Vincent Edmonds, Nicholas Dawson, Carnival Barker (hangja) | 4 epizód                                |
| 2015       |                                | WHIH Newsfront                        | önmaga                                                     | 1 epizód                                |
| 2016–2017  | Csajok                         | Girls                                 | Dill Harcourt                                              | 5 epizód                                |
| 2017       |                                | A Season with Navy Football           | narrátor                                                   | 13 epizód                               |
| 2018       | A Romanov-dinasztia            | The Romanoffs                         | Michael Romanoff                                           | 1 epizód                                |
| 2018–2020  |                                | American Experience                   | narrátor                                                   | 4 epizód                                |
| 2019       | Fülledt utcák                  | The Deuce                             | Hank Jaffe                                                 | 7 epizód                                |
| 2020       | Ratched                        | Ratched                               | Charles Wainwright                                         | 3 epizód                                |
| 2020       |                                | Baghdad Central                       | John Perodi                                                | 6 epizód                                |
| 2020–2023  | Milliárdok nyomában            | Billions                              | Michael Prince                                             | főszereplő magyar hangja Schmied Zoltán |
| 2021       | Jelenetek egy házasságból      | Scenes from a Marriage                | Peter                                                      | 1 epizód                                |
| 2022       | Pantheon                       | Pantheon                              | Jake                                                       | 1 epizód magyar hangja Koncz István     |
| 2023       | Az Atlanti-óceánon túl         | Transatlantic                         | Graham Patterson                                           | 7 epizód magyar hangja Pataki Ferenc    |